# Doppelgänger (filme)
Doppelgänger (bra: Odisseia para Além do Sol, prt: Viagem ao Outro Lado do Sol) é um filme britânico de 1969 dirigido por Robert Parrish e estrelado por Roy Thinnes, Ian Hendry, Lynn Loring e Patrick Wymark. Fora da Europa, ele é conhecido como Journey to the Far Side of the Sun, que é atualmente seu título mais popular. No filme, uma missão conjunta NASA-Europa para investigar um planeta em uma posição paralela a Terra atrás do Sol termina em desastre com a morte de um astronauta. Seu colega percebe que o planeta é uma cópia reflexa da Terra, onde todos os aspectos da vida correm ao contrário.
O primeiro grande filme de Gerry e Sylvia Anderson, as filmagens de Doppelgänger ocorreram de julho até outubro de 1968. Com o Pinewood Studios sendo a base principal de produção, Parrish filmou em locações tanto na Inglaterra como em Portugal. A relação profissional dos Anderson com seu diretor ficou tensa durante as gravações, enquanto divergências criativas com o diretor de fotografia John Read resultaram em sua demissão do estúdio Century 21.
O filme estreou em agosto de 1969 nos Estados Unidos e em outubro de 1969 no Reino Unido. As críticas foram direcionadas ao conceito de uma Terra paralela, que muitos consideraram cliché e não inspirada se comparada a precedentes filmes de ficção científica. Doppelgänger foi interpretado como um pastiche de vários filmes de ficção científica da década de 1960, como 2001: A Space Odyssey. Entretanto, dispositivos de enredo e imagens foram vistos como emulações de tais filmes e assim foram considerados adaptações ruins dos originais. Ele é agora visto como um cult.
Atores e objetos de cena de Doppelgänger reapareceram na série de televisão americana UFO. Apesar dos Anderson terem adicionado temas adultos ao roteiro em uma tentativa de distinguir o filme de suas produções anteriores orientadas para o público infantil, cortes removeram o conteúdo mais explícito para conseguir uma classificação indicativa mais baixa.

## Enredo
Viajando pelo Sistema Solar em 2069, a sonda não-tripulada Sun Probe localiza um planeta que está na mesma órbita da Terra porém posicionado no lado oposto do Sol. O Dr. Kurt Hassler do Concelho Europeu de Exploração Espacial (EUROSEC) estava transmitindo os dados da Sun Probe para uma potência rival no Leste, porém o Chefe de Segurança Mark Neuman descobre a traição e atira em Hassler no seu laboratório, matando-o. O diretor do EUROSEC, Jason Webb, convence o representante da NASA, David Poulson, de que o Oeste deve lançar astronautas para investigar o planeta antes dos aliados de Hessler no Oeste. Com a França e a Alemanha, membros do EUROSEC, não dispostos a dar opoio financeiro, Webb consegue a maioria dos fundos vindos da NASA. O astronauta Coronel Glenn Ross e o astrofisíco britânico Dr. John Kane, chefe do projeto Sun Probe, são enviados na missão.
Lançados do Centro Espacial do EUROSEC em Portugal na nave Phoenix, Ross e Kane passam a primeira metade da viagem de seis semanas em estase. Três semanas após o lançamento, os astronautas voltam a consciência na órbita do planeta. Escaneamentos para encontrar vida extraterrestre se mostram inconclusivos, e Ross e Kane decidem pousar a nave. Enquanto os astronautas descem na atmosfera, uma tempestade elétrica danifica a nave de pouso Dove, que cai em uma região montanhosa que revela-se ser Ulan Bator, Mongólia. Quando uma unidade de resgate leva Ross e Kane, o último lutando contra sérios ferimentos, de volta para o Centro Espacial em Portugal, fica aparente que a missão da Phoenix se encerrou depois de três semanas quando os astronaustas voltaram para a Terra.
Neuman e a oficial do EUROSEC Lise Hartman interrogam Ross, que nega que a missão tenha sido abortada. Pouco tempo depois, Kane morre de seus ferimentos. Eventualmente, Ross reúne uma série de pistas que o levam a conclusão de que ele não está na Terra, mas em um planeta desconhecido—uma Contra-Terra que é uma imagem refletida da sua. Muitos, incluindo sua esposa, Sharon, estão confusos por suas afirmações de que todos os aspectos da vida no planeta—desde a impressão de livros até a planta de seu apartamento—estão ao contrário. Entretanto, Webb fica convencido da verdade quando Ross demonstra conseguir ler um livro, sem hesitar, quando suas páginas estão refletidas em um espelho. Mais tarde, radiografias pós-mortem de Kane revelam que seus órgãos internos estão todos do lado errado de seu corpo. Ross conjectura que as duas Terras jazem em paralelo, o que significa que o Ross da Contra-Terra está passando por experiências similares no outro lado do Sol.
Webb sugere que Ross recupere a caixa preta da Phoenix, e então volte para sua Terra. O EUROSEC constrói um substituto para o Dove que é desenhado para ser compatível as tecnologias invertidas da Phoenix. Modificações incluem a polarização inversa dos circuitos elétricos, apesar de Ross e os cientistas não terem certeza se as diferenças entre as duas Terras inclui a direção da corrente elétrica. A nave é batizada de Doppelgänger, um termo que significa duplicata de uma pessoa ou objeto em alemão. Decolando e entrando em óbita, Ross tenta atracar com a Phoenix. Entretanto, Doppelgänger passa por malfuncionamentos técnicos, indicando que a corrente é constante nos dois lugares. A nave se separa da Phoenix e perde contato com o EUROSEC, mergulhando na atmosfera em direção ao Centro Espacial com Ross lutando para desativar o controle automático de pouso. O EUROSEC não consegue consertar o problema de terra, e a Doppelgänger cai em cima de uma nave espacial parada no solo. Ross é incinerado na colisão e uma reação em cadeia destrói o Centro, matando todos e destruindo quaisquer registros da presença de Ross na Contra-Terra.
Décadas mais tarde, um amargo Jason Webb, há muito demitido do EUROSEC, foi admitido em uma casa de repouso. Em sua demencia, ele olha seu reflexo em um espelho. Seguindo em frente com sua cadeira de rodas, e alcançando a imagem para tocá-la, Webb morre quando ele bate no espelho.

## Produção
Para sua primeira contribuição para os filmes com atores reais, Gerry Anderson dirigiu Crossroads to Crime, um filme B de 1960, para a distribuidora Anglo-Amalgamated. Apesar da agente de talentos Leslie Grade ter abordado Anderson com uma proposta para um filme estrelando Arthur Haynes, discussões entre Grade e Anderson não chegaram a um acordo em relação a comissão. No verão de 1967, durante a produção da série de televisão de marionetes de Anderson Captain Scarlet and the Mysterons, o executivo Jay Kanter da Universal Pictures chegou em Londres vindo dos Estados Unidos. Planejando estabelecer um escritório de produção na Europa, Kanter expressou sua vontade de fonecer finaciamento para filmes com ideias promissoras. Lew Grade, irmão de Leslie e financiador de Anderson em sua distribuidora televisiva ITC Entertainment, marcou um encontro entre Anderson e Kanter para mostrar um conceito de história sobre a hipótese de uma Terra "replicada" ou "espelhada". De acordo com Anderson, ele "pensou, até ingenuamente, 'e se houvesse um outro planeta do outro lado do Sol, orbitando com a mesma velocidade e com o mesmo tamanho da Terra?' A ideia então evoluiu até o planeta ser uma Terra replicada e foi assim que ela ficou, um planeta espelhado ... Ficamos ambos satisfeitos—eu era o menino de ouro de Lew Grade e o estúdio [Century 21] tinha uma história de sucesso".

### Roteiro
Com a ajuda do roteirista Tony Williamson, Anderson e sua esposa, Sylvia, rascunharam um tratamento de 194 páginas bem antes do encontro inicial com Kanter. Os Anderson originalmente tinham a intenção de filmar o roteiro como um drama de uma hora para a Associated Television; Sylvia explicou que já que o conceito "era bom de mais para a televisão, eu sugeri a Gerry que nós tentássemos desenvolvê-lo como um filme". Respondendo a afirmações de que Doppelgänger era um roteiro "sombrio", Gerry afirmou que ele queria que o filme tivesse uma premissa interessante para entreter o público. Ele também discutiu o significado do título, que foi sugerido a ele pelo co-diretor da Century 21 John Read: "essa é uma palavra alemã que significa 'uma cópia de si mesmo', e a lenda diz que se você encontrar seu doppelgänger, é o momento de sua morte. Seguindo a lenda, eu tive de mudar o filme para que eu pudesse encerrá-lo ilustrando o significado daquela palavra".
Quando Kanter expressou sua insatisfação com o rascunho, Gerry contratou Donald James, um romancista que foi considerado "um autor de classe com boa reputação", para fortalecer a caracterização. Apesar do ano em que o filme se passa ter permanecido o mesmo, 2069, as cenas que se passam na Contra-Terra passaram por mudanças significativas enquanto James completava suas revisões. Fundamentalmente, as personagens de Ross e Kane trocaram de papéis: no rascunho dos Anderson, é Ross quem é ferido na queda do Dove e Kane é o interrogado no Centro Espacial do EUROSEC. Em cenas ausentes no filme completo, Kane é diagnosticado com lesão cerebral como resultado de sua aparente insanidade, enquanto Ross recobra a consciência para descobrir que o acidente o deixou cego. A missão de retorno a Phoenix falha não por um problema elétrico, porém devido a um dano estrutural na segunda nave Dove, que se desintegra na atmosfera da Contra-Terra com Kane preso dentro. O sede do EUROSEC é deixada intacta, e os presentes no funeral de Kane incluem sua esposa (chamada de Susan), os Ross e Jason Webb.
Apesar de Kanter ainda não ter ficado entusiasmado com o roteiro, ele concordou em encomendá-lo como um filme com a condição de ter o direito de selecionar um diretor "bancável" e confiável. Anderson teria selecionado David Lane, que havia dirigido os dois filmes baseados em Thunderbirds, Thunderbirds Are Go (1966) e Thunderbird 6 (1968). Depois de um atraso de dez semanas no início das filmagens, Robert Parrish, um diretor americano cujo último projeto tinha sido arquivado, aceitou o trabalho. Um expatriado no Reino Unido, a carreira de Parrish no cinema até 1968 incluia a coedição de Body and Soul (filme o qual lhe deu o Oscar de Melhor Edição em 1948) e a codireção de Casino Royale, paródia de 1967 de James Bond. Anderson lembra de Parrish como "muito cativante", dizendo que ele "nos disse que havia amado o roteiro e disse que seria uma honra trabalhar conosco. Jay Kanter deu a Bob o positivo e estávamos trabalhando". Apesar do fracasso de bilheteria de Casino Royale ter levado Anderson a questionar a habilidade de Parrish, ele disse que Doppelgänger não poderia ter sido feito sem seu envolvimento: "Não era uma questão de, 'Iremos nos dar bem com ele?', ou, 'Ele é o cara certo?' Ele era um diretor de nome, então assinamos com ele imediatamente".

### Seleção de elenco
| Elenco coadjuvante |                                     |
| Ator               | Personagem                          |
| Roy Thinnes        | cel. Glenn Ross                     |
| Keith Alexander    | Diretor de voo                      |
| Peter Burton       | Técnico médico 1                    |
| Anthony Chinn      | Operador de Resgate Ar-Mar          |
| Nicholas Courtney  | Técnico Médico 2                    |
| John Clifford      | Técnico de Torre                    |
| Peter van Dissel   | Representante Mallory               |
| Cy Grant           | Dr. Gordon                          |
| Alan Harris        | Fotógrafo de Relações Públicas      |
| Jon Kelly          | Enfermeiro                          |
| Annette Kerr       | Enfermeira                          |
| Martin King        | Técnico de Serviço do Dove          |
| Herbert Lom        | Dr. Kurt Hassler                    |
| Philip Madoc       | Dr. Pontini                         |
| George Mikell      | Representante Clavel                |
| Basil Moss         | Técnico da Estação de Monitoramento |
| Norma Ronald       | Secretária Pam Kirby                |
| Vladek Sheybal     | Dr. Beauville                       |
| John Stone         | Representante de Londres            |
| Jeremy Wilkin      | Técnico do Controle de Lançamento   |

Liderando o elenco de Doppelgänger está Roy Thinnes no papel de Coronel Glenn Ross da NASA. Anderson, que percebeu uma semelhança com o ator Paul Newman, escalou Thinnes como o protagonista masculino depois de ver sua interpretação na série de televisão The Invaders. No rascunho dos Anderson do roteiro, o primeiro nome de Ross é Stewart, e é dito que ele foi o primeiro homem a pisar em Marte. Em uma entrevista em 2008, Thinnes disse, "Eu achei que [Doppelgänger] era uma premissa interessante, apesar de agora sabermos que não existe outro planeta no outro lado do Sol, através de nossas explorações espaciais e habilidades telescópicas. Mas ao mesmo tempo era concebível, e poderia ter sido assustador". Para se adequar a caracterização de Ross no roteiro, e para detrimento de sua saúde pulmonar, Thinnes acabou fumando muitos maços de cigarro durante a produção. Reportando a intenção de Thinnes de exigir uma cláusula de não-fumo em seu próximo contrato, em setembro de 1969 o jornal australiano The Age escreveu, "Ele fuma dois maços por dia, porém o acendimento perpétuo de novos cigarros para propósitos de continuidade foi de mais".
Ian Hendry estrela como o Dr. John Kane, um astrofísico britânico e o chefe do projeto Phoenix. Hendry, que apareceu na série de televisão The Avergers e, de acordo com Anderson, "estava sempre bebendo", fez a proeza mostrando o resultado da queda do Dove bêbado: "...ele estava puto como uma salamandra, e era o máximo que ele podia fazer para cambalear para longe. Apesar disso, ficou exatamente como deveria ficar na tela!" No primeiro rascinho do roteiro, o primeiro nome de Kane é Philip, e sua esposa se chama Susan. Em cenas deletadas do filme completo, um romance entre Lise Hartman, uma oficial do EUROSEC interpretada pela atriz austriaca Loni von Friedl, ocorre na casa de campo de Kane em Portugal.
Lynn Loring estrela como Sharon Ross, a esposa do Coronel. O papel da protagonista feminina foi oferecido primeiramente para a atriz americana Gayle Hunnicutt, que saiu no início das filmagens depois de ter ficado doente inesperadamente. A saída de Hunnicutt resultou na escalação de Loring, a esposa de Thinnes desde 1967 e a protagonista da série de televisão The F.B.I.. Se tivesse permanecido no papel, Hunnicutt teria aparecido em uma cena de nudez feita para distanciar o tom de Doppelgänger de produções anteriores dos Anderson. Em uma entrevista em 1968 para o jornal Daily Mail, Anderson expressou sua intenção de mudar a percepção pública da Century 21, que, de acordo com ele, tinha sido "marcada como produtores de filmes infantis". Sobre os rumores que Doppelgänger iria receber um classificação indicativa "X" da British Board of Film Censors por conteúdo adulto, ele respondeu, "Queremos trabalhar com artistas reais fazendo coisas impróprias para crianças". No corte final do filme, a cena de nudez original foram substituída por tomadas alternativas e mais leves de Sharon entrando e saindo do chuveiro.
O rascunho do roteiro descreve Sharon como filha de um Senador americano, e é dito que ela tem um caso com o relações públicas do EUROSEC Carlo Monetti. No filme completo, o ator italiano Franco De Rosa aparece brevimente como Paulo Landi. O caso é implícito em apenas uma cena porém não é explorado mais profundamente, algo que leva Simon Archer e Marcus Hearn, autores de What Made Thunderbirds Go! The Authorised Biography of Gerry Anderson, a sugerir que De Rosa estrelou em um papel "praticamente cortado de Doppelgänger". Em uma cena deletada, Glenn encontra Sharon e Paulo na cama juntos, na casa de campo dos Ross, e furiosamente os expulsa do quarto e os joga na piscina. Archer e Hearn notam também uma subtrama adicional dos Ross tentando ter um filho e a fraude de Sharon, que estava tomando pílulas anticoncepcionais para evitar a gravidez sem o conhecimento de Glenn.
Completando o elenco principal, Patrick Wymark estrela como Jason Webb, diretor do EUROSEC. Tendo selecionado o ator com base em sua performance como John Wilder nas séries de televisão The Plane Makers e The Power Game, Anderson afirmou que a atuação de Wymark o impressionou tanto quanto a de Hendry, porém que seus hábitos similares quanto a bebida também resultavam em falas atrapalhadas nas gravações. Durante a filmagem de uma cena, Wymark "tinha de listar essas explicações ... e tomada após tomada ele não conseguia se lembrar que o 'dois' vem depois do 'um'. Tivemos de fazer tudo de novo várias vezes". Archer e Hearn identificam a interpretação de Wymark de Webb, uma personagem descrita nos materiais de publicidade como "John Wilder (modelo 2069)", como a performance dominante no filme. O rascunho do roteiro identifica Webb como o antigo Ministro das Tecnologias do Reino Unido, que agora está envolvido romanticamente com sua secretária, Pam Kirby.
Entre o elenco coadjuvante, George Sewell interpreta Mark Neuman, Chefe de Operações alemão do EUROSEC que descobre a relação do Dr. Hassler com a China Comunista e cujo eu paralelo realiza o interrogatório de Ross após a queda da Dove. Seu sobrenome no rascunho era Hallam. Finalmente, Ed Bishop aparece como David Poulson, um oficial da NASA. Bishop substituiu o ator inglês Peter Dyneley, que fez a voz de várias personagens de Thunderbirds, depois dos produtores terem achado que Dyneley era muito parecido com Wymark, e que assim as cenas entre as duas personagens poderiam confundir o público.

### Filmagens
Quinze semanas de filmagens começaram no Pinewood Studios, Buckinghamshire, em 1 de julho de 1968 , terminando no dia 16 de outubro e ocorrendo ao mesmo tempo que Joe 90. Em setembro, filmagens em locação em Albufeira, Portugal, tiveram de ser completadas no curto espaço de tempo de duas semanas, ao invés de um mês inteiro, quando o político Marcelo Caetano depôs o primeiro-ministro Antonio Salazar, deixando Parrish preocupado que um possível golpe de estado poderia fazer com que a produção de Doppelgänger ficasse atrasada. Filmagens em Borehamwood, Hertfordshire, usaram o exterior da Neptune House (agora parte da BBC Elstree Studios) para servir como a sede do EUROSEC em Portugal. Heatherden Hall (um prédio no Pinewood Studios) aparece como a casa de repouso que é vista como residência do velho Jason Webb no final do filme.

Os desenhistas usaram perspectiva forçada e materiais metálicos, além de outras modificações no cenário, para realizar a cena da teleconferência no EUROSEC a um custo menor do que filmar monitores reais.

Para criar a ilusão de uma Terra paralela—que é aparente em imagens como textos invertidos—de forma rápida e barata, a equipe de produção inverteu os negativos dos filmes. Essa técnica economizou tempo e dinheiro que de outra forma seriam usados construindo cenários e objetos com elementos especialmente invertidos, ou fechando estradas para filmar carros indo na direção "errada". Entretanto, as cenas que se passam ao redor da sede do EUROSEC paralelo necessitaram de ensaios cuidadosos e coordenação com o elenco e a equipe antes das filmagens. A incorporação da técnica de inversão do filme resultou em alguns erros de continuidade: por exemplo, os terminais das máquinas mantendo Ross e Kane vivos durante a estase abordo da Phoenix são inicialmente vistos conectados no pulso esquerdo, porém isso muda mais tarde para o direito.
A equipe de produção encontrou dificuldades ao transferir uma cena do roteiro que mostra uma teleconferência internacional sendo realizada através de monitores de alta resolução. Devido ao uso limitado de imagens coloridas na época, e a necessidade de evitar imagens em branco e preto para honrar o cenário futurista de Doppelgänger, ficou decidido que os atores interpretando os representantes na teleconferência seriam posicionados atrás do cenário, e que o formato dos monitores seriam cortados da parede. Papel prateado refletia a luz por de trás das personagens, produzindo uma impressão realista de alta resolução nas telas. Linhas de visão diferentes fortaleceram a percepção do público de que cada representante estava olhando para uma câmera ao invés de para os atores na cena, e que estão em diferentes locais ao redor do mundo. Archer e Hearn promovem a cena da teleconferência como um exemplo de como Anderson "provou mais uma vez que suas produções estavam à frente de seu tempo".

### Disputas
Durante a produção, as abordagens criativas de Parrish e Anderson entraram em conflito. Anderson lembra que, "Em duas ou três ocasiões tivemos de ir a Jay Kanter para que ele pudesse ser o mediador ... [Sylvia e eu] sabíamos quão importante o filme era para nossas carreiras, e nós desesperadamente queríamos figurar entre os grandes". Em uma sessão de filmagens, Parrish se recusou a seguir o roteiro, decidindo que algumas cenas que foram escritas não precisavam estar no filme. Quando Anderson o lembrou que isso seria uma quebra de contrato, o diretor anunciou para o elenco e a equipe, "Inferno, vocês ouviram o produtor. Se eu não filmar essas cenas que eu não quero, não precisamos e que serão cortadas, eu estaria quebrando o contrato. Então o que faremos é filmar essas cenas agora!" Anderson discutiu como a produção de Doppelgänger apresentou novos desafios, explicando, "Eu trabelhei por tantos anos empregando diretores que faziam o que eu mandava ... De repente eu me encontrei com esse diretor de Hollywood que não queria seguir o mesmo caminho e acabamos nos tornando maus amigos". Em sua biografia de 2002, Anderson disse, "O único arrependimento que eu tenho sobre a situação Doppelgänger é que eu contratei Bob Parrish". De Parrish, Sylvia Anderson disse que sua direção foi "sem inspiração. Tivemos muitos problemas para conseguir o que queriamos dele".
Uma disputa entre os fundadores da Century 21—Gerry e Sylvia Anderson, Reg Hill e John Read—emergiu das filmagens de outras cenas, incluindo uma em que a personagem Lise Hartman toma banho. Read, o diretor de fotografia, havia cumprido as instruções de Parrish para iluminar a sequência em silhueta. Anderson, que queria que a cena apresentasse a atriz Loni von Friedl nua, exigiu uma refilmagem, insistindo para que Read honrasse suas obrigações não apenas com Parrish mas sim também com seus parceiros na Century 21. De acordo com Sylvia Anderson, "Gerry estava determinado a mostrar que ele era parte do 'Swinging Sixties' e achava que uma cena com nudez detalhada—como ele tinha visualizado—tinha mais 'haver' do que a versão subjulgada". Anderson discutiu com Read e Parrish uma segunda vez quando uma tomada de efeitos especiais da Phoenix no espaço foi filmada com uma câmera de mão: "Eu fiquei furioso porque eu sabia o suficiente sobre as viagens espaciais para saber que no vácuo uma nave espacial vai viajar reta ... [Parrish] me disse que as pessoas não estavam familiarizadas com viagens espaciais e dessa forma elas esperariam ver esse tipo de movimento". Recusando-se a refilmar as cenas dizendo que as instruções de Parrish vieram antes das de Anderson, Read se demitiu da Century 21 e da produção de Doppelgänger a pedido dos Anderson e de Hill. Anderson elaborou, "Claramente John estava em uma posição difícil. Agora eu entendo como ele deve ter se sentido, mas em meu coração eu sinto que ele não podia fazer um papel duplo".

### Efeitos

Dove (direita) sai da Phoenix (esquerda) enquanto Ross e Kane se preparam para pousar no planeta. No geral, a recepção das tomadas de efeitos e com modelos foi positiva, e os desenhos da Phoenix e da Dove foram elogiados. A nave Doppelgänger que Ross usa para voltar a Phoenix é idêntica a Dove.

A base da produção para os efeitos especiais permaneceu no Century 21 Studios em Slough, Berkshire, que havia sido preparado para as filmagens da série de marionetes The Secret Service. O diretor supervisor Derek Meddings supervisionou a realização de mais de 200 tomadas, incluindo a sequência que mostra a destruição da sede do EUROSEC ao final do filme. Um modelo de 1.8 m para a Phoenix, que emulava o desenho do foguete Saturno V da NASA, teve de ser reconstruido depois de ter pegado fogo e quase machucado um técnico. Para ter um nível de autenticidade maior, a equipe de efeitos filmou as cenas da decolagem da Phoenix ao ar livre, em uma parte do estacionamento da Century 21, para que um céu estrelado genuíno fosse usado. Archer e Hearn descrevem a sequência como "uma das mais espetaculares" de seu tipo produzida no Century 21 Studios. Sylvia Anderson, que acredita que ela é distinguível de um lançamento em Cabo Canaveral, comenta que ainda está "impressionada pela magia dos efeitos. A tecnologia avançou muitos desde o início dos anos 70, mas os efeitos de Derek permanecem".
Apesar da Century 21 ter construído a cápsula Dove em tamanho real em Slough, ela não podia ser usada nas filmagens no Pinewood Studios devido a um acordo com a National Association of Theatrical Television and Kine Employees para a construção e uso de objetos exclusivamente nos locais de filmagem. Já que o original tinha sido incinerado, carpinteiros em Pinewood reconstruiram o objeto, apesar de Anderson ter ficado desapontado com o produto final, que ele considerou inferior. Ao analisar os modelos de Doppelgänger, Martin Anderson do site Den of Geek descreve o módulo de comando Phoenix como "lindamente ergonômico sem perder muito o estilo NASA", e o módulo de pouso Dove como "uma bela fusão do JPL com linhas clássicas". Ele discute que a sequência de lançamento da Phoenix permaneceu como o melhor exemplo dos efeitos de Meddings até seu trabalho no filme Moonraker, de James Bond, em 1979, e elogia os esforços de iluminação na falta de computação gráfica.

### Pós-produção
O compositor Barry Gray gravou sua trilha sonora, sua favorita dentre todas suas contribuições musicais aos Anderson, em três dias de 27 até 29 de março de 1969. Cinquenta e cinco músicos estavam presentes na primeira gravação, quarenta e quatro na segunda e vinte oito na última. A faixa intitulada "Sleeping Astronauts", que acompanha as cenas da jornada de Ross e Kane pelo Sistema Solar, possui um Ondas Martenot, tocado pela francesa Sylvette Allart. Archer e Hearn creditam "Sleeping Astronauts" como "uma das peças mais encantadores que Gray já compôs", e dizem que a trilha sonora, que nunca foi lançada comercialmente, evoca um "sentimento tradicional de Hollywood" que contrasta com a ambientação de 2069 de Doppelgänger. A inspiração da sequência de créditos iniciais veio do tema de espionagem conectado com o Dr. Hassler: uma câmera em miniatura é vista dentro das próteses oculares da personagem, que Archer e Hearn descrevem como uma imitação dos filmes de James Bond da década de 1960.